# Feministiska partiet
Feministiska partiet (finska: Feministinen puolue) är ett feministiskt politiskt parti i Finland, som grundades i juni 2016. Partiet infördes i partiregistret i januari 2017.

## Valresultat
Feministiska partiet ställde upp 40 kandidater i nio kommuner i kommunalvalet 2017. Partiets ordförande 2016-2021 Katju Aro blev invald i Helsingfors fullmäktige.
| Val              | Procent     | Mandat   | Ref   |
| ---------------- | ----------- | -------- | ----- |
| Kommunalval 2017 | 0,3 procent | 1 / 8999 | [ 5 ] |